# 無錫東駅
無錫東駅 (むしゃくひがしえき、中文表記: 无锡东站、英文表記: Wuxi East Railway Station) は、中国の江蘇省無錫市にある中国鉄路総公司京滬高速鉄道と無錫地下鉄2号線の駅。

## 歴史
- 2011年6月30日 - 京滬高速鉄道が開業
- 2014年12月28日 - 無錫地下鉄2号線が開業

## 隣の駅
中国鉄路総公司
京滬高速鉄道
常州北駅 - 無錫東駅 - 蘇州北駅
無錫地下鉄2号線
迎賓広場駅 - 無錫東駅 - 安鎮駅（未開業）